# Pupićina peć
Pupićina peć je pećina na desnoj strani Vele drage, jugoistočno od ruševina Stare Vranje, na oko 120 m apsolutne visine. To je polupećina s ulazom širine 19m, koja se u duljini od 2 m postupno suzuje na 3,5m. Ulaz, okrenut prema jugu, ima oblik polukružna svoda, najveće visine 7 m. Nakon zabilježbe i manjih zahvata (Boris Baćić, R. Starac) od 1995. pećinu istražuje međunar. ekipa na čelu s Prestonom T. Miracleom s Arheološkog odsjeka Sveučilišta u Cambridgeu, u sklopu zajedničkog projekta (Sveučilište u Zagrebu, HAZU, Arheološki muzej Istre) istraživanja klimatskih i kulturnih promjena na sjevernoga Jadranu između 13 000 i 6000 god. pr. Kr. U slojevima sedimenata, u prirodnome slijedu taloženja, pronađeni su ostatci ognjišta, obrađenoga kamenja, alatki, životinjskih kostiju, puževa, školjaka i keramičkih ulomaka iz razdoblja u rasponu od kraja gornjega paleolitika preko mezolitika, neolitika i brončanoga doba do rimskoga razdoblja.